# Avion présidentiel russe

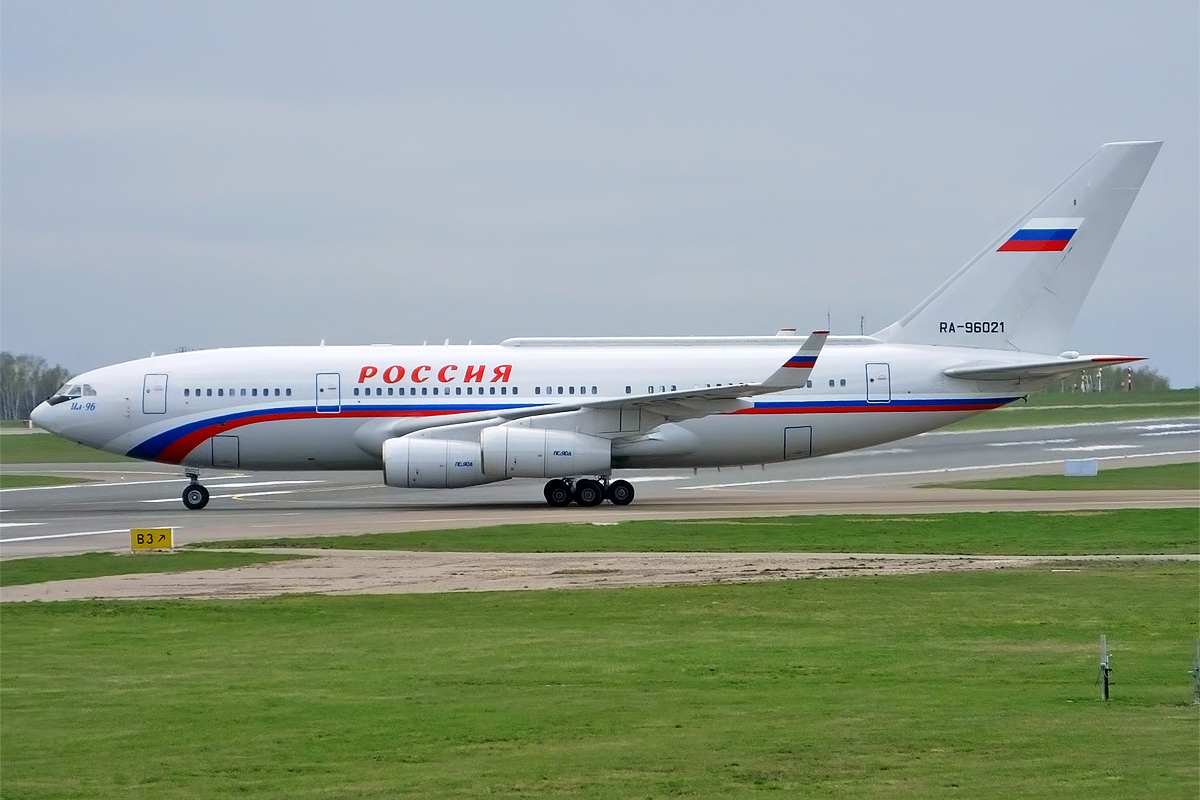
Ilyushin Il-96-300PU de Rossiya à l'aéroport international de Vnoukovo en 2015.

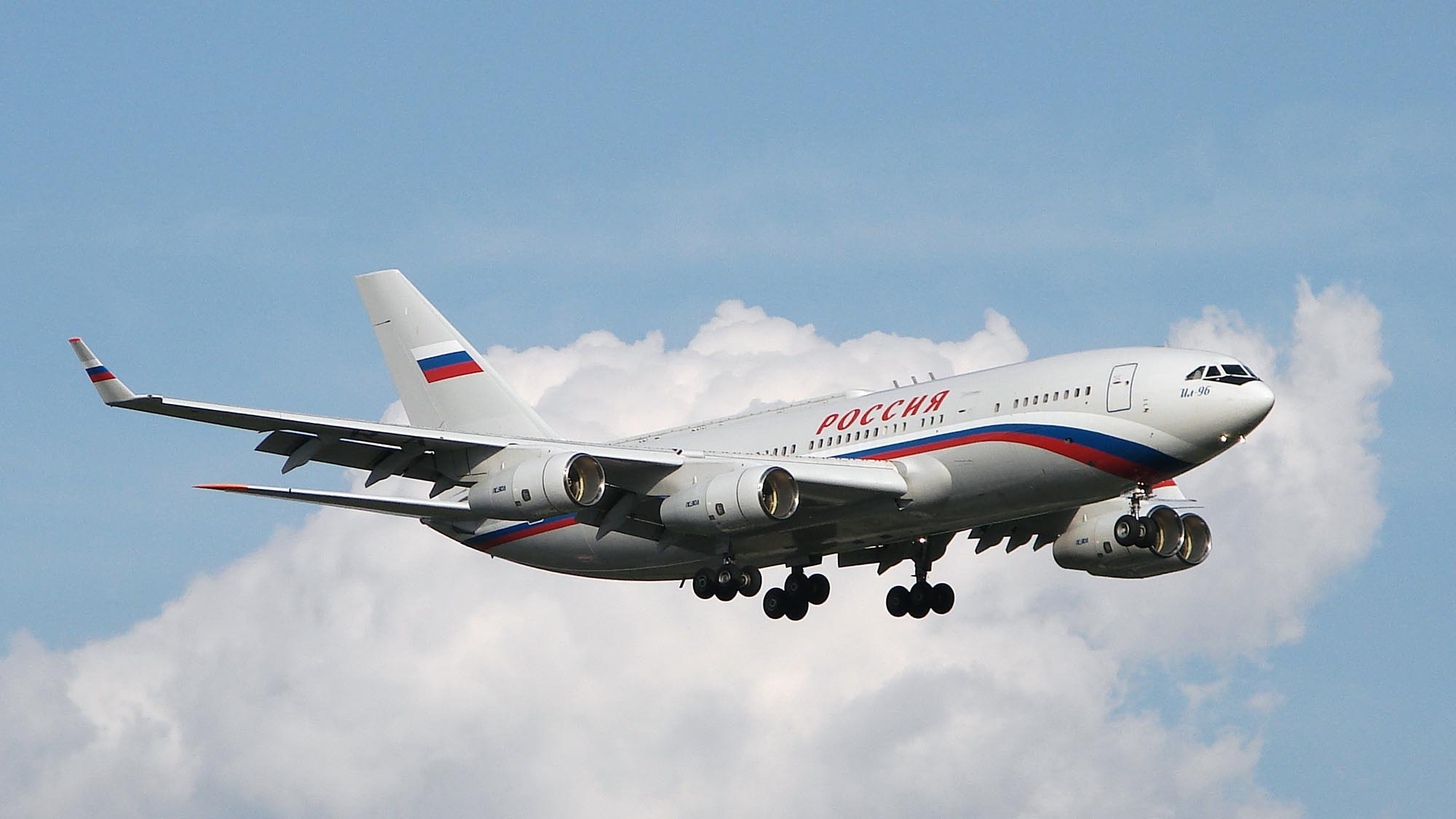
Ilyushin Il-96-300PU atterrissant en 2008 sur l'aéroport international de Vnoukovo.

L'avion présidentiel russe (en russe : Самолёт президента России; transcription: Samoliotte priézidiénta Rossii) est un avion servant à transporter le président de la fédération de Russie lors de ses déplacements. Il sert aussi à d'autres officiels. Il fait partie d'une flotte  d'avions opérés par la compagnie aérienne Rossiya, filiale d'Aeroflot, pour le compte du gouvernement de la fédération de Russie. La Russie étant l'un des plus grands pays au monde en superficie, cet avion sert à la fois pour des déplacements internes et pour des vols internationaux.
L'avion présidentiel est un gros porteur quadrimoteur de type Iliouchine Il-96-300PU, largement modifié. Les lettres PU signifient Poste de Commande  en Russe. Quatre de ces modèles ont été utilisés comme avion présidentiel, le premier lors du mandat de Boris Eltsine. Le second a été mis en service lors du premier mandat de Vladimir Poutine, en 2005. En 2010, Dimitri Medvedev, alors président, a émis le souhait d'augmenter la flotte présidentielle avec 2 autres avions. Avant l'introduction de l'Iliouchine Il-96, le président de la fédération utilisait un Iliouchine Il-62, un Tupolev Tu-154 ou bien un Yakovlev Yak-40[réf. nécessaire].

## Description
L'avion présidentiel est une version modifiée de l'Iliouchine-96 standard, comportant des équipements de télécommunications et de défense avancés, et incluant un équipement de luxe.

### Décoration externe
L'avion présidentiel utilise la même livrée que les autres appareils de la compagnie Rossyia, à la seule différence que le drapeau de la fédération de Russie est remplacé par les armoiries de la Russie ou par l'emblème du président de la fédération (voir drapeau de la Russie) sur l'empennage.

### Aménagement intérieur
L'aménagement intérieur s'inspire de la tradition russe. En 2001, l'un des appareils a été rééquipé pour le transport de VIP par une société britannique pour la somme de 10 millions de livres. Une photographie diffusée sur internet en 2007 décrit le luxueux aménagement, incluant une salle de bains dont les équipements sont dorés à l'or fin, des sols en feuilles marbre, et d'autres équipements et revêtements coûteux. Vladimir Poutine aurait inspecté en personne les travaux d'aménagement à l'usine de Voronezh, alors qu'il était premier ministre.

## Autres moyens de transport
Des hélicoptères Mil Mi-8 équipés pour les VIP sont également utilisés par le président russe pour les transports domestiques[réf. nécessaire].

## Évolutions futures
En mai 2010, des informations non confirmées ont suggéré que le Sukhoi Superjet 100 pourrait être utilisé comme avion présidentiel dans le futur.